# Kotenčice
Kotenčice település Csehországban, a Příbrami járásban. Kotenčice Rosovice, Pičín, Suchodol, Buková u Příbramě és Dlouhá Lhota településekkel határos. Lakosainak száma 216 fő (2024. január 1.).

## Népesség
A település lakosságának változását az alábbi diagram mutatja:
| Lakosok száma | 273  | 288  | 284  | 187  | 190  | 202  | 204  | 205  | 199  | 216  |
|               | 1869 | 1890 | 1921 | 1950 | 1980 | 2001 | 2017 | 2019 | 2022 | 2024 |